# Szojuz–21

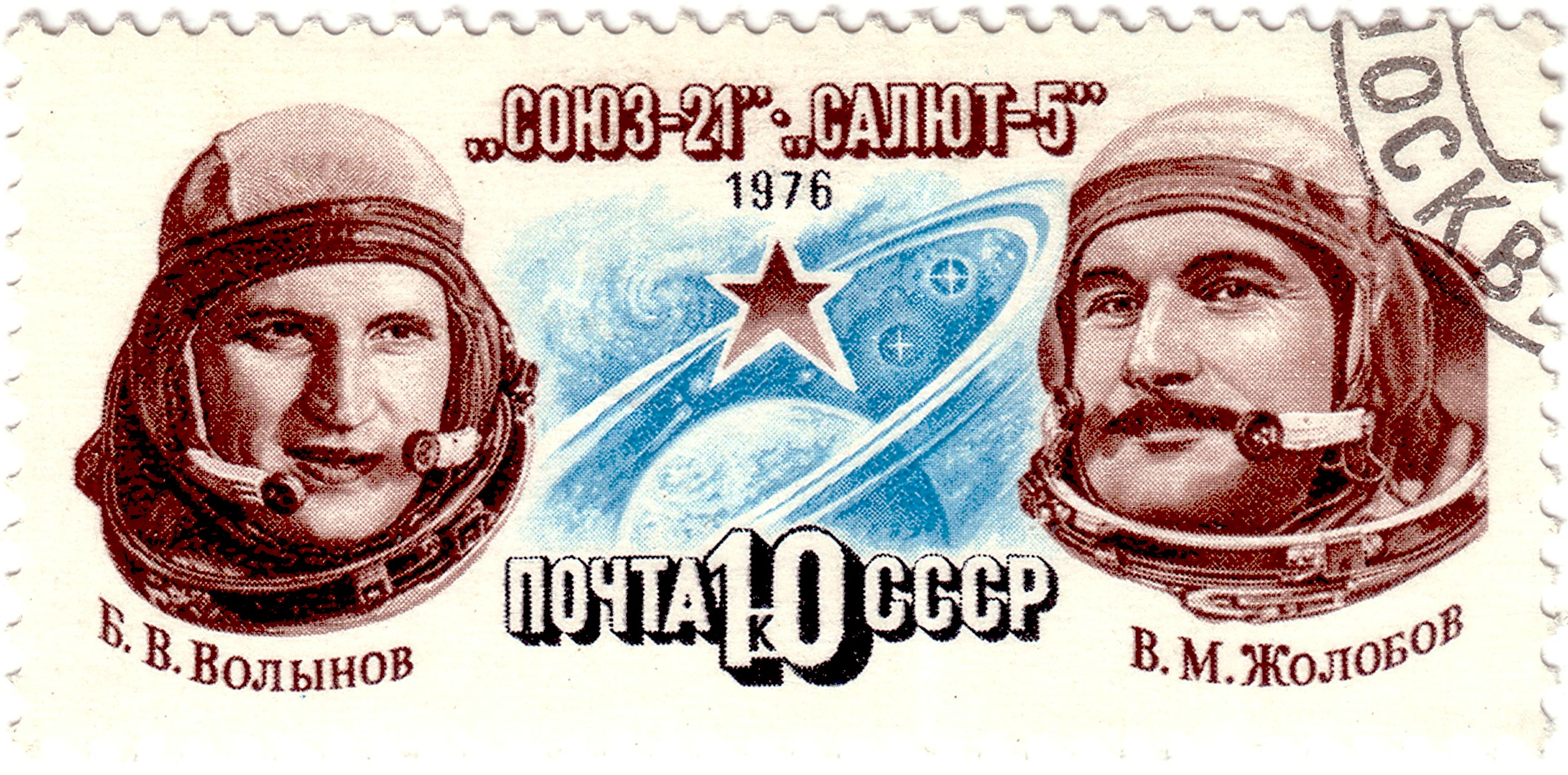
Szovvjet bélyeg a küldetés emlékére, 1976.

A Szojuz–21 (oroszul: Союз 21) szovjet háromszemélyes, kétszemélyessé átalakított szkafanderes személyszállító, szabványos rendszerben épített Szojuz űrhajó. Az űrhajó vitte az első űrhajósokat a Szaljut–5 űrállomásra.

## Küldetés
Feladata a sokkabinos űrállomás egységeinek: zsilipkamra, lakókabin, vezérlőfülke, laboratórium beüzemelése, berepülése. Az előírt napirendi programok között szerepeltek navigációs, csillagászati, műszaki, légkörkutatási, földfotózási, földmegfigyelési, orvosi és biológiai kutatási feladatok.

## Jellemzői
Központi tervező iroda CKBEM <= Центральное конструкторское бюро экспериментального машиностроения (ЦКБЕМ)> (OKB-1 <= ОКБ-1>, most OAO RKK Energiya im. SP Korolev <= ОАО РКК Энергия им. С. П. Королёва> – Központi Kísérleti Gépgyártási Tervezőiroda). Az űrhajót kis átalakítással emberes programra, teherszállításra és mentésre (leszállásra) tervezték.
1976. június 6-án a bajkonuri űrrepülőtér indítóállomásról egy Szojuz hordozórakéta (11А511U) juttatta Föld körüli, közeli körpályára. Az orbitális egység pályája 89,7 perces, 51,6 fokos hajlásszögű, elliptikus pálya-perigeuma 246 kilométer, apogeuma 274 kilométer volt. Hasznos tömege 6570 kilogramm. Akkumulátorait az űrállomás napelemei által tartották üzemi szinten. Összesen 49 napot, 6 órát, 23 percet töltött a világűrben, 790 alkalommal kerülte meg a Földet.
A dokkolás automatikus megközelítéssel, majd kézi vezérléssel történt. Az űrhajósok 8 órát aludtak, 3 órát tornáztak, 11 órát dolgoztak, és 2 órát személyes szabadidőként használhattak. A laboratórium az elmúlt űrprogramokban használ és bevált eszközökkel volt felszerelve. A szolgálatot befejezve, a kutatási program eredményeit átrakodva a leszálló kabinba, befejezték az űrállomás lezárást, majd megkezdték a leszállási műveleteket.
Augusztus 24-én levált az űrállomásról, majd belépett a légkörbe, a leszállás hagyományos módon – ejtőernyős leereszkedés – történt, Kokcsetav városától 200 kilométerrel délnyugatra értek Földet.

## Személyzet
- Borisz Volinov parancsnok
- Vitalij Mihajlovics Zsolobov fedélzeti mérnök

## Tartalék személyzet
- Vjacseszlav Dmitrijevics Zudov parancsnok
- Valerij Iljics Rozsgyesztvenszkij fedélzeti mérnök

## Mentő személyzet
- Viktor Vasziljevics Gorbatko parancsnok
- Jurij Nyikolajevics Glazkov fedélzeti mérnök